# 아나트 박스만
아나트 박스만(히브리어: ענת וקסמן, 영어: Anat Waxman, 1961년 6월 26일 ~ )은 이스라엘의 배우이다. 러시아계 유대인 집안 출신으로, 제3회 오빌상 여우주연상 수상자이다.